# Protoleptoneta
Protoleptoneta es un género de arañas araneomorfas de la familia Leptonetidae. Se encuentra en Bulgaria, Francia, Austria e Italia. 

## Lista de especies
Según The World Spider Catalog 11.5:
- Protoleptoneta baccettii (Brignoli, 1979)
- Protoleptoneta beroni Deltshev, 1977
- Protoleptoneta bulgarica Deltshev, 1972
- Protoleptoneta italica (Simon, 1907)